# Max Barel
Pour les articles homonymes, voir Barel.
Max Barel, né à Menton (Alpes-Maritimes) le 4 juillet 1913, mort sous la torture à Lyon le 11 juillet 1944 , est un résistant communiste français.

## Biographie
Fils du député communiste Virgile Barel, Max Barel suit des études secondaires au collège de Nice, puis entre en classe de mathématiques spéciales au Lycée Saint-Louis à Paris en octobre 1931. À Saint-Louis, il anime un groupe de l’Union fédérale des étudiants que fréquentait Albert Soboul. Il est reçu à l'École polytechnique (Promotion X1933).
Durant ses études, il milite au sein de la Jeunesse communiste, puis fonde une cellule communiste à Polytechnique.
Affecté comme lieutenant d'artillerie en 1940, il reçoit la croix de guerre avec étoile d'argent (citation à l'ordre de la division), durant la bataille de France. Après la défaite française, il refuse de prêter serment au maréchal Pétain et préfère demander un congé d'armistice.
De retour à la vie civile, il entre à l’Institut électrotechnique de Grenoble, dont il sort major de sa promotion en juillet 1941. Il est alors embauché comme ingénieur aux ateliers de construction électrique Delle à Villeurbanne, devenant en novembre 1943 directeur adjoint des fabrications.
En parallèle, il est responsable pour la zone sud de l'Union des cadres industriels de la France combattante qui est une émanation du Front national de lutte pour l’indépendance de la France. Il fabrique du matériel de sabotage et organise des sabotages industriels. Il a le grade de commandant FTP et est en contact régulier avec l'armée secrète.
En mars 1944, il est recherché par la police française et échappe avec sa femme Yvette à une arrestation prévue au lendemain de Pâques 1944. Il doit alors entrer dans la clandestinité. Il est cependant arrêté à Lyon Perrache le 6 juillet 1944 par la Gestapo. Il est emprisonné par cette dernière dans ses bâtiments de la place Bellecour à Lyon. Il meurt le 11 juillet 1944 sous la torture à Lyon, après cinq nuits et quatre jours d’interrogatoire mené par Klaus Barbie.

## Famille
Marié, Max Barel avait deux enfants : Annette, née en 1937, et Jean, en 1939.
Il est le frère d'Yves Barel, dont la candidature à l'ENA fut refusée pour motif politique, à la suite de quoi — après recours en annulation — fut rendu le célèbre arrêt Barel par le Conseil d'État en 1954 consacrant l'interdiction de la discrimination en fonction des opinions pour l'accès à la fonction publique.

## Reconnaissance et hommages
La mention « mort pour la France » est apposée sur son acte d'État-civil en 1946.
Sa mémoire est honorée par la rue Max-Barel à Villeurbanne située à proximité du lieu où se trouvait l'ancienne usine Delle. Il existe une rue Max-Barel dans plusieurs autres villes : Vénissieux, Saint-Vallier, Boulazac, Menton, La Colle-sur-Loup, une avenue Max-Barel à La Seyne-sur-Mer.
Une place, derrière le port de Nice, porte son nom.